# Touche d'option
Cette page contient des caractères spéciaux ou non latins. S’ils s’affichent mal (▯, ?, etc.), consultez la page d’aide Unicode.
Pour les articles homonymes, voir option et opt.

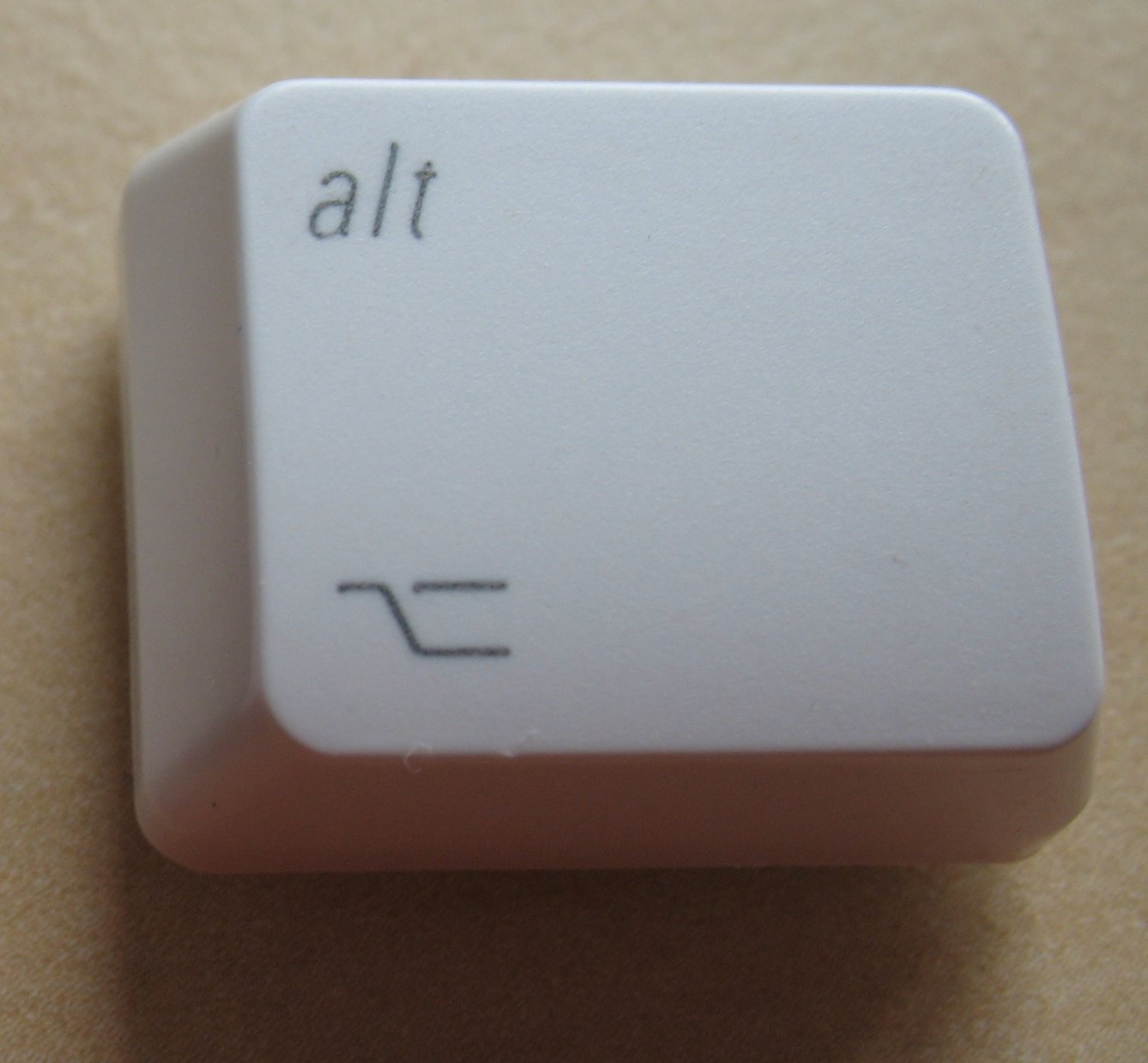
La touche option d'un Macintosh.

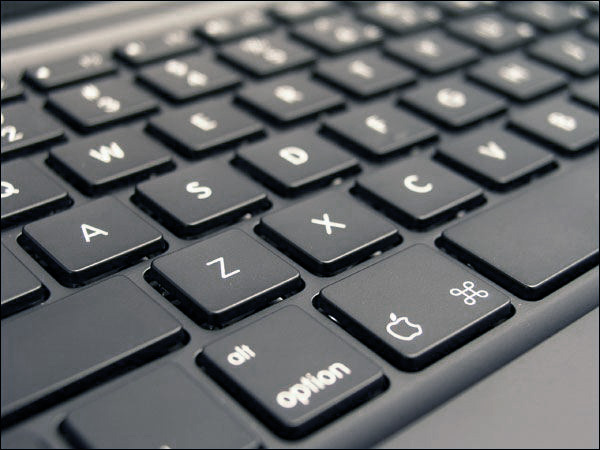
Touche Alt explicitement nommée « option » sur un Macintosh portable

La touche d'option (abréviation : « Opt. »), également appelée « touche Alt », est une des touches spéciales des claviers Apple. Elle sert de préfixe à d'autres touches, pour construire des raccourcis claviers, ainsi que pour obtenir certains caractères n'existant pas sur le clavier, tels que par exemple :
- touche option-"(" et option-")" donnent les accolades "{" et "}" ;
- touche option-touche majuscule-"(" et option-majuscule-")" donnent les crochets "[" et "]" ;
- touche option-touche majuscule-"/" donne l'anti-slash "\" ;
- touche option-"n" donne le tilde "~" (suivre d'une espace pour l'avoir seul) ;
- touche option-touche majuscule-"l" donne la barre verticale "|" ;
- etc.

Pour découvrir d'autres combinaisons : utiliser le visualiseur de clavier.
La touche option peut aussi être utilisée conjointement avec les autres touches spéciales que sont la touche de commande, la touche contrôle, la touche majuscule (ou shift).
Le pictogramme, ⌥ (Unicode 2325), représente une déviation, un aiguillage. Il s'agit d'accéder symboliquement à une variante (ou alternative, d'où l'autre nom de la touche) d'une fonction utilisée ou d'un caractère en l'utilisant.
Sous Macintosh et MacOS (y compris OS X), la combinaison de la touche option avec une autre touche donne accès à des caractères qui ne sont pas sur le clavier ; si on lui adjoint la touche Maj, on accède à d'autres caractères. La touche a en général une signification mnémotechnique.

## Tableau de modifications
Dans le tableau ci-dessous, une lettre en bas-de-casse signifie que l'on appuie simplement sur option et la lettre, une lettre en capitale signifie que l'on appuie sur la touche Maj en plus.
| Touche | Effet                          | Touche | Effet                   |
| ------ | ------------------------------ | ------ | ----------------------- |
| a      | æ                              | A      | Æ                       |
| b      | ß                              | B      | ∫                       |
| c      | ©                              | C      | ¢                       |
| d      | ∂                              | D      | ∆                       |
| e      | ê                              | E      | Ê                       |
| f      | ƒ                              | F      | · (point centré)        |
| g      | ﬁ (ligature)                   | G      | ﬂ (ligature)            |
| h      | Ì                              | H      | Î                       |
| i      | î                              | I      | ï                       |
| j      | Ï                              | J      | Í                       |
| k      | È                              | K      | Ë                       |
| l      | ¬                              | L      | \| (tube)               |
| m      | µ                              | M      | Ó                       |
| n      | ~                              | N      | ı                       |
| o      | œ                              | O      | Œ                       |
| p      | π                              | P      | ∏                       |
| q      | ‡                              | Q      | Ω                       |
| r      | ®                              | R      | ‚                       |
| s      | Ò                              | S      | ∑                       |
| t      | †                              | T      | ™                       |
| u      | º                              | U      | ª                       |
| v      | ◊                              | V      | √                       |
| w      | ‹ (guillemet simple)           | W      | › (guillemet simple)    |
| x      | ≈                              | X      | ⁄                       |
| y      | Ú                              | Y      | Ÿ                       |
| z      | Â                              | Z      | Å                       |
| @      | • (point centré)               | #      | Ÿ                       |
| &      |                                | 1      | ´                       |
| é      | ë                              | 2      | „ (guillemet allemand)  |
| "      | “ (guillemet anglais/allemand) | 3      | ” (guillemet anglais)   |
| '      | ‘                              | 4      | ’                       |
| (      | {                              | 5      | [                       |
| §      | ¶                              | 6      | å                       |
| è      | « (guillemet français)         | 7      | » (guillemet français)  |
| !      | ¡                              | 8      | Û                       |
| ç      | Ç                              | 9      | Á                       |
| )      | }                              | °      | ]                       |
| -      | — (tiret cadratin)             | _      | – (tiret demi-cadratin) |
| ^      | ô                              | ¨      | Ô                       |
| $      | €                              | *      | ¥                       |
| ù      | Ù                              | %      | ‰                       |
| `      | @                              | £      | #                       |
| <      | ≤                              | >      | ≥                       |
| ,      | ∞                              | ?      | ¿                       |
| ;      | …                              | .      | • (puce)                |
| :      | ÷                              | /      | \                       |
| =      | ≠                              | +      | ±                       |